# Litorale austriaco
Il Litorale austriaco (in tedesco Österreichisches Küstenland, in sloveno Avstrijsko primorje, in croato Austrijsko primorje, in ungherese Tengermellék) era una regione amministrativa dell'Impero austriaco, nata nel 1849 dalla soppressione del previgente Regno d'Illiria. Fu ricompreso anche nella Confederazione Germanica fintanto che essa esistette. Nel 1863 il glottologo goriziano Graziadio Isaia Ascoli usò per primo il termine Venezia Giulia traducendo  la denominazione latina di epoca augustea di Venetia (regio X Venetia et Histria) e specificandola con riferimento all'estesa influenza della Gens Julia nel territorio (Julium Carnicum - Zuglio, Forum Julii - Cividale, Pietas Julia - Pola). Lo scopo era di  perorare la causa dell'italianità della regione, in realtà avente a quel tempo composizione multietnica e plurilinguistica.

## Geografia
Confinava ad ovest con il Regno Lombardo-Veneto, a nord per un breve tratto con il Ducato di Carinzia, ad est con il Ducato di Carniola e a sudest con il Regno di Croazia (dopo il 1868 il Regno di Croazia e Slavonia). La provincia era ulteriormente suddivisa in tre territori (länder) autonomi: la città imperiale di Trieste con il suo territorio, la Contea Principesca di Gorizia e Gradisca ed il Margraviato d'Istria, ciascuno dei quali aveva amministrazioni indipendenti sotto il controllo del governatore (luogotenente) della regione che aveva sede a Trieste, capoluogo del Küstenland (l'imperial regia luogotenenza del Litorale). Il primo governatore del Litorale fu il conte Federico Maurizio Barone von Burger, sino al 1862.
Il Litorale non possedeva una propria bandiera, in quanto tale territorio era una mera espressione dell'insieme dei tre länder citati, ciascuno invece dotato di propria bandiera. È frequente l'errore per il quale la bandiera dell'Istria viene attribuita all'intero Litorale.

## Storia

### Cronotassi degli i. r. luogotenenti del Litorale
- 1849-1850: Johann von Grimschitz
- 1850-1854: Franz Wimpffen
- 1854-1862: Friedrich Moritz von Burger
- 1863-1867: Ernst von Kellersperg
- 1867-1868: Eduard von Bach
- 1868-1870: Karl Möring
- 1871-12 gennaio 1872: Sisino de Pretis Cagnodo
- 1872-1874: Luigi Ceschi a Santa Croce
- 1874-1879: Felix Pino von Friedenthal
- 12 agosto 1879-1890: Sisino de Pretis Cagnodo
- 1890-1897: Teodoro de Rinaldini
- 1897-1904: Leopold von Goëss
- 1904-1906: Konrad Hohenlohe
- 1906-1915: Konrad Hohenlohe
- 1915-1918: Alfred von Fries Skene

### Il Litorale e l'irredentismo
Durante il Risorgimento per molti aderenti o futuri aderenti al movimento irredentista, e anche per alcune personalità politiche non ascrivibili a tale movimento (fra cui Giuseppe Mazzini e il liberale di idee moderate Ruggiero Bonghi), il Litorale austriaco sarebbe dovuto entrare a far parte, interamente o nella sua quasi totalità, del giovane Regno d'Italia. Cavour riteneva corrette le aspirazioni italiane verso Trieste, l'Istria e la Dalmazia, problema da rinviare però ai suoi successori, disse: «Quanto all'Istria ed al Tirolo [...]. Sarà il lavoro di un'altra generazione»; riguardo alla città di Trieste in particolare scrisse: «Non già ch'io pensi alla prossima annessione di quella città; ma perché conviene seminare onde i nostri figli possano raccogliere». Garibaldi nelle sue lettere si rivolse più volte ai «fratelli d'Istria». Mazzini con le sue parole dà il via all'irredentismo adriatico:
(Giuseppe Mazzini, Scritti politici editi ed inediti)

### Il territorio dopo la scomparsa delKronland
Nel marzo del 1921 gran parte della provincia venne annessa al Regno d'Italia (eccezion fatta per l'isola di Veglia e per alcune parti del retroterra fiumano nella zona di Castua, che non verranno annesse se non durante la seconda guerra mondiale) in base a trattati internazionali, dopo essere stata da questo occupata ed amministrata già dalla fine del 1918. Sotto il Regno d'Italia l'ex-Litorale fu ripartito nella Provincia di Gorizia, nella Provincia di Trieste, nella Provincia di Pola e nella Provincia di Fiume.
Col nome alquanto simile di zona d'operazioni del Litorale adriatico (in acronimo OZAK), essendo stata istituita col chiaro intento di una restaurazione secondo la memoria asburgica, nacque la zona militare e amministrativa del Reich nazista composta, a partire dal settembre 1943, dalle province tolte alla sovranità   di Udine, Gorizia, Trieste, Pola, Fiume più quella autonoma di Lubiana, e con a capo il Gauleiter della Carinzia Friedrich Rainer.

## Società
Contea Principesca di Gorizia e Gradisca
Superficie 2.918 km²
Densità 98 ab./km²
     Città imperiale di Trieste
Superficie 95 km²
Densità 2.415 ab./km²
     Margraviato d'Istria
Superficie 4956 km²
Densità 81 ab./km²

### Descrizione amministrativa e linguistica
La regione nel 1910 aveva una superficie di 7 969 km² e una popolazione di 894 568 composta in prevalenza da italiani, friulani, sloveni e croati. Da notarsi che i dati sulla popolazione dell'epoca ci indicano unicamente i locutori delle lingue italiana, slovena o serbo-croata, dato che i censimenti austro-ungarici non chiedevano la nazionalità degli interrogati ma la loro lingua d'uso (Umgangssprache). È quindi impossibile stabilire statistiche etniche certe per il periodo.
Trieste era a maggioranza italiana: contava 118.959 italiani e 59.308 sloveni: divisi tra città con 95 730 italiani e 22 521 sloveni, sobborghi con 22 604 italiani e 28 759 sloveni, dintorni con 538 italiani e 8 208 sloveni.
Nella Contea di Gorizia e Gradisca, la città di Gorizia aveva dal 1850 uno statuto proprio in base al quale il Podestà locale aveva delegate delle funzioni di autorità politica distrettuale, tolto il comando della gendarmeria e della vigilanza sulla stampa svolti dal capitano distrettuale. Contava 154 564 sloveni, 90 146 friulani ed italiani e 10 828 stranieri. Da notarsi che durante i censimenti veniva utilizzata dall'amministrazione austro-ungarica la categoria "Italiani e Ladini": infatti si trattava per la Statistische Zentralkommission di determinare se, si o no, considerare i Friulani un popolo (Volkstamm) distinto. In un opuscolo del 1885, il figlio di Carl von Czoernig stimava per esempio i Friulani del Goriziano a 52 567 locutori.
Il Margraviato d'Istria contava quindi 168 116 croati, 147 416 italiani, 55 365 sloveni e 17 135 stranieri.
In tutto il Litorale risiedevano inoltre 29 615 austriaci di lingua tedesca, per lo più funzionari di stato ed ufficiali dell'esercito.
Rimarchevole era anche la percentuale di stranieri, in massima parte italiani, attratti soprattutto dalle possibilità di lavoro offerte da Trieste e Pola. 38 597 stranieri vivevano a Trieste (dove molti - come per esempio il poeta Umberto Saba - erano nati e vissuti sempre in città), 10 828 a Gorizia e Gradisca e 17 135 in Istria, per un totale di 66 560: gli italiani - chiamati "regnicoli", in vari casi sposati con sudditi dell'Impero - erano all'incirca 50 000.

### Dati statistici nel 1910
| censimento del 1910 - Ripartizione sintetica della popolazione nei territori del Litorale austriaco secondo alla lingua d'uso | censimento del 1910 - Ripartizione sintetica della popolazione nei territori del Litorale austriaco secondo alla lingua d'uso | censimento del 1910 - Ripartizione sintetica della popolazione nei territori del Litorale austriaco secondo alla lingua d'uso | censimento del 1910 - Ripartizione sintetica della popolazione nei territori del Litorale austriaco secondo alla lingua d'uso | censimento del 1910 - Ripartizione sintetica della popolazione nei territori del Litorale austriaco secondo alla lingua d'uso | censimento del 1910 - Ripartizione sintetica della popolazione nei territori del Litorale austriaco secondo alla lingua d'uso | censimento del 1910 - Ripartizione sintetica della popolazione nei territori del Litorale austriaco secondo alla lingua d'uso | censimento del 1910 - Ripartizione sintetica della popolazione nei territori del Litorale austriaco secondo alla lingua d'uso | censimento del 1910 - Ripartizione sintetica della popolazione nei territori del Litorale austriaco secondo alla lingua d'uso | censimento del 1910 - Ripartizione sintetica della popolazione nei territori del Litorale austriaco secondo alla lingua d'uso | censimento del 1910 - Ripartizione sintetica della popolazione nei territori del Litorale austriaco secondo alla lingua d'uso | censimento del 1910 - Ripartizione sintetica della popolazione nei territori del Litorale austriaco secondo alla lingua d'uso | censimento del 1910 - Ripartizione sintetica della popolazione nei territori del Litorale austriaco secondo alla lingua d'uso | censimento del 1910 - Ripartizione sintetica della popolazione nei territori del Litorale austriaco secondo alla lingua d'uso | censimento del 1910 - Ripartizione sintetica della popolazione nei territori del Litorale austriaco secondo alla lingua d'uso |
| | POPOLAZIONE CENSITA | italiano LOCUTORI (in migliaia)                                                                                               | % | sloveno LOCUTORI (in migliaia)                                                                                                | % | croato LOCUTORI (in migliaia)                                                                                                 | % | tedesco LOCUTORI (in migliaia)                                                                                                | % | altro LOCUTORI (in migliaia)                                                                                                  | % | stranieri LOCUTORI (in migliaia)                                                                                              | % | TOTALE LOCUTORI (in migliaia)                                                                                                 |
| --- | --- | --- | --- | --- | --- | --- | --- | --- | --- | --- | --- | --- | --- | --- |
| Trieste | 229510 | 119 | 52 | 57 | 25 | 2 | 1 | 12 | 5 | 1 | | 39 | 17 | 230 |
| Gorizia e Gradisca | 260721 | 90 | 34 | 155 | 59 | | | 4 | 2 | 1 | | 11 | 4 | 261 |
| Istria | 403566 | 147 | 36 | 55 | 14 | 168 | 42 | 13 | 3 | 3 | 1 | 17 | 4 | 403 |

Popolazione:
- Gorizia e Gradisca: 249 921 pertinenti e 10 828 stranieri = 260 749

|                              |                              |  |       |       |
| ---------------------------- | ---------------------------- |  | ----- | ----- |
| Sloveni (154.564)            | Sloveni (154.564)            |  | 59,3% | 59,3% |
| Italiani e Friulani (90.146) | Italiani e Friulani (90.146) |  | 34,6% | 34,6% |
| Austriaci (4.480)            | Austriaci (4.480)            |  | 1,7%  | 1,7%  |
| Altri                        | Altri                        |  | 4,4%  | 4,4%  |

- Istria: 387 174 pertinenti e 17 135 stranieri = 404 309

|                               |                               |  |       |       |
| ----------------------------- | ----------------------------- |  | ----- | ----- |
| Croati (170.706)              | Croati (170.706)              |  | 42,2% | 42,2% |
| Italiani e Friulani (147.416) | Italiani e Friulani (147.416) |  | 36,5% | 36,5% |
| Sloveni (55.365)              | Sloveni (55.365)              |  | 13,7% | 13,7% |
| Altri                         | Altri                         |  | 7,6%  | 7,6%  |

- Trieste: 190 913 pertinenti e 38 597 stranieri = 229.510

|                               |                               |  |       |       |
| ----------------------------- | ----------------------------- |  | ----- | ----- |
| Italiani e Friulani (118.959) | Italiani e Friulani (118.959) |  | 51,9% | 51,9% |
| Sloveni (56.916)              | Sloveni (56.916)              |  | 24,8% | 24,8% |
| Austriaci (11.856)            | Austriaci (11.856)            |  | 5,1%  | 5,1%  |
| Altri                         | Altri                         |  | 18,2% | 18,2% |

- Popolazione totale: 828 008 pertinenti e 66 560 stranieri = 894 568

Etnie (calcolate sul totale):
- Italiani e Friulani: 356 521 (39,85 %)

Trieste: 118 959 (51,83 %)
Istria: 147 416 (36,46 %)
Goriziano: 90 146 (34,57 %)
- Sloveni: 266 845 (29,82 %)

Trieste: 56 916 (24,79 %)
Istria: 55 365 (13,69 %)
Goriziano: 154 564 (59,27 %)
- Croati: 170 706 (19,08 %)

Trieste: 2 403 (1,04 %)
Istria: 168 116 (41,58 %)
Goriziano: 187 (0,07 %)
- Tedeschi: 29 615 (3,31 %)

Trieste: 11 856 (5,16 %)
Istria: 13 279 (3,28 %)
Goriziano: 4 480 (1,71 %)
- Stranieri: 66 560 (7,44 %)

Trieste: 38 597 (16,81 %)
Istria: 17 135 (4,23 %)
Goriziano: 10 828 (4,15 %)